# Castell de l'Aguda
El castell de l'Aguda és un castell de Torà (Solsonès) declarat bé cultural d'interès nacional.

## Descripció
Construcció pràcticament desapareguda al punt més elevat de l'Aguda, des d'on es té un domini total de Torà i del seu terme.

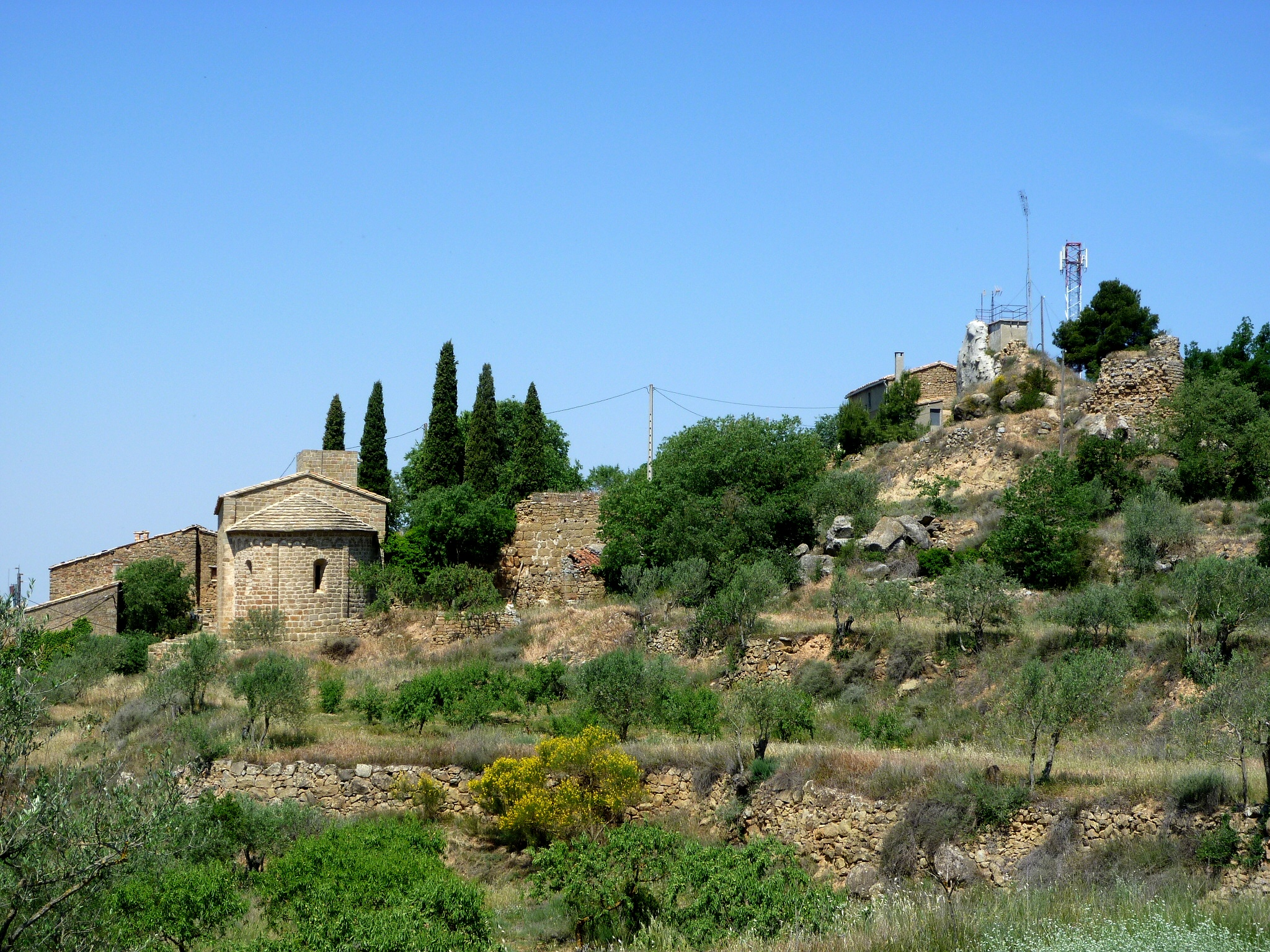
Conjunt de l'Aguda amb el castell (Imatge amb anotacions)

Només el basament d'una torre testimonia l'emplaçament de l'antic castell de l'Aguda, que avui ocupa una casa unifamiliar moderna, que ha adherit una torre de comunicacions a les poques restes que queden en peus d'aquest castell. El pla d'aquest castell s'estenia d'orient a ponent i és només en aquests dos extrems on encara avui es presencia quelcom més que runa i pedres, ja que trobem dos túmuls de tres i quatre metres aproximadament. Aquest castell estava format per filades de petits carreus irregulars de pedra.
Les restes ens ajuden a confirmar la importància que tenia l'Aguda a principis de segle xi, gràcies a la seva estratègica ubicació.

## Història
Un document de 1024 anomena l'Aguda, topònim que evidentment adquireix valor orogràfic. De la segona meitat del mateix segle se'ns representa el nom personal de Ramon Mir d'Aguda, personatge de prestigi en l'esfera comtal barcelonina. Un document del 1179 diu que Marquesa, la muller de Gombau de Ribelles, disposava dels "castrum de Zaguda et de Tora" com a propis. El 1190 els senyors de l'Aguda i Torà, Ponç de Cervera i la seva muller, assistiren a la consagració de l'església de Sant Salvador de l'Aguda. Al segle següent el títol de comte de l'Aguda era a la línia familiar dels Cervera. En documents del 1314 consta que "Çaaguda" passa a dependre del vescomte Hug de Cardona. Entre el 1365-1370 se sap que el "Castell de Ceguda" posseïa 9 focs. L'Aguda depengué del casal de Cardona fins a l'extinció dels senyorius.